# Hampapura, Krishnarajanagara
Hampapura là một làng thuộc tehsil Krishnarajanagara, huyện Mysore, bang Karnataka, Ấn Độ.